# Лондонська конвенція (1827)
Ло́ндонська конве́нція була підписана 6 липня 1827 року в період Грецької національно-визвольної революції
1821-29 років представниками союзницьких урядів Російської імперії, Великої Британії та Французького королівства. Велика Британія та Франція пішли на укладання цієї конвенції, щоб послабити вплив Російської імперії, зацікавленої у створенні на Балканах дружніх їй держав.
Лондонська конвенція передбачала колективні дії 3 держав по відношенню до Османської імперії з метою спонукати її припинити військові дії проти греків, надати Греції автономію на умовах сплати щорічної данини султану. Секретна стаття конвенції, включена за наполяганням Російської імперії, припускала, у разі відмови султана зближення союзників із греками (установа консульств у найважливіших грецьких містах при одночасному відкликанні послів держав з Константинополя), а якщо ці заходи будуть недостатні, то об'єднати військово-морські ескадри трьох країн у Середземному морі, щоб попередити розширення військових дій між греками і Османською імперією і встановити між ними перемир'я.
Султан відкинув пропозиції держав, безпосереднім результатом чого стала Наваринська битва 1827, що призвела до знищення османсько-єгипетського флоту об'єднаною ескадрою трьох держав.